# Скотт Арпаджян
Скотт Левен Арпаджян (Scott Loewen Arpajian) — американский технологический руководитель, предприниматель и автор, наиболее известный как соучредитель веб-сайта загрузки программного обеспечения Download.com. В настоящее время он является генеральным директором испанского сайта загрузки Softonic.

## Карьера
В 1993 году Арпаджян получил свою первую работу в области технологий в качестве помощника редактора в ZDNet, где он оставался до 1996 года.
В апреле 1996 года Арпаджян присоединился к CNET Networks в качестве исполнительного продюсера Программных услуг. В первые несколько недель работы у него возникла идея занять один из доменов, принадлежащих CNET, Download.com, и использовать его для запуска веб-сайта загрузки программного обеспечения. Download.com запущен в октябре 1996 года и приобрел значительную популярность. Он был удостоен премии People’s Voice Webby Award за ИТ/аппаратное обеспечение в 2005 году и получил награду судей в той же категории в 2007 году.
В 2006 году Арпаджян стал предпринимателем, соучредителем стартапа Rocket Paper Scissors в Тибуроне, Калифорния, вместе с Шоном Келли и Кеном Марденом. Rocket Paper Scissors запустила свой первый проект, многопользовательскую игру Dizzywood, в ноябре 2007 года. Dizzywood был онлайн-миром для детей, где они могли играть в бесплатные игры, исследовать уникальные и творческие области и знакомиться с новыми друзьями в безопасной обстановке.
Популярное среди детей в возрасте от 8 до 12 лет, онлайн-сообщество Dizzywood быстро росло, охватывая более 400 000 ежемесячных посетителей по всему миру, и освещалось в нескольких средствах массовой информации, в том числе в «Нью-Йорк таймс». За три года совместный мир Dizzywood собрал более 1,5 миллиона пользователей.
Игровой мир закрылся в 2010 году, но веб-сайт с большей частью контента остается онлайн.
В июне 2012 года Арпаджян стал вице-президентом по стратегии и международным связям Disney Social Games, входящей в состав Disney Interactive, где он руководил развитием бизнеса, международными операциями и стратегией франчайзинга до июля 2014 года.
В феврале 2015 года ведущий сайт загрузки программного обеспечения Softonic объявил, что назначил Арпаджяна на должность генерального директора, сделав его первым американским топ-менеджером испанской компании.
Сразу после прихода в компанию Арпаджян принял решающее решение прекратить использование спорного продукта Softonic Downloader компании, чтобы восстановить доверие пользователей. Позже Арпаджян запустил инициативу по очистке каталога программного обеспечения веб-сайта и обеспечению безопасного взаимодействия пользователей с сайтом.
Под руководством Арпаджяна, после периода экономического стресса, Softonic смогла вернуться к прибыльности всего за 7 месяцев. Это привело к тому, что Softonic снова начала рассматривать возможность расширения.